# .is
A .is Izland internetes legfelső szintű tartomány kódja, melyet 1987-ben hoztak létre.